# Glagwa
Ein Glagwa ist ein glockenförmiger Schild der Mandara (Volk) im Norden Kamerun.

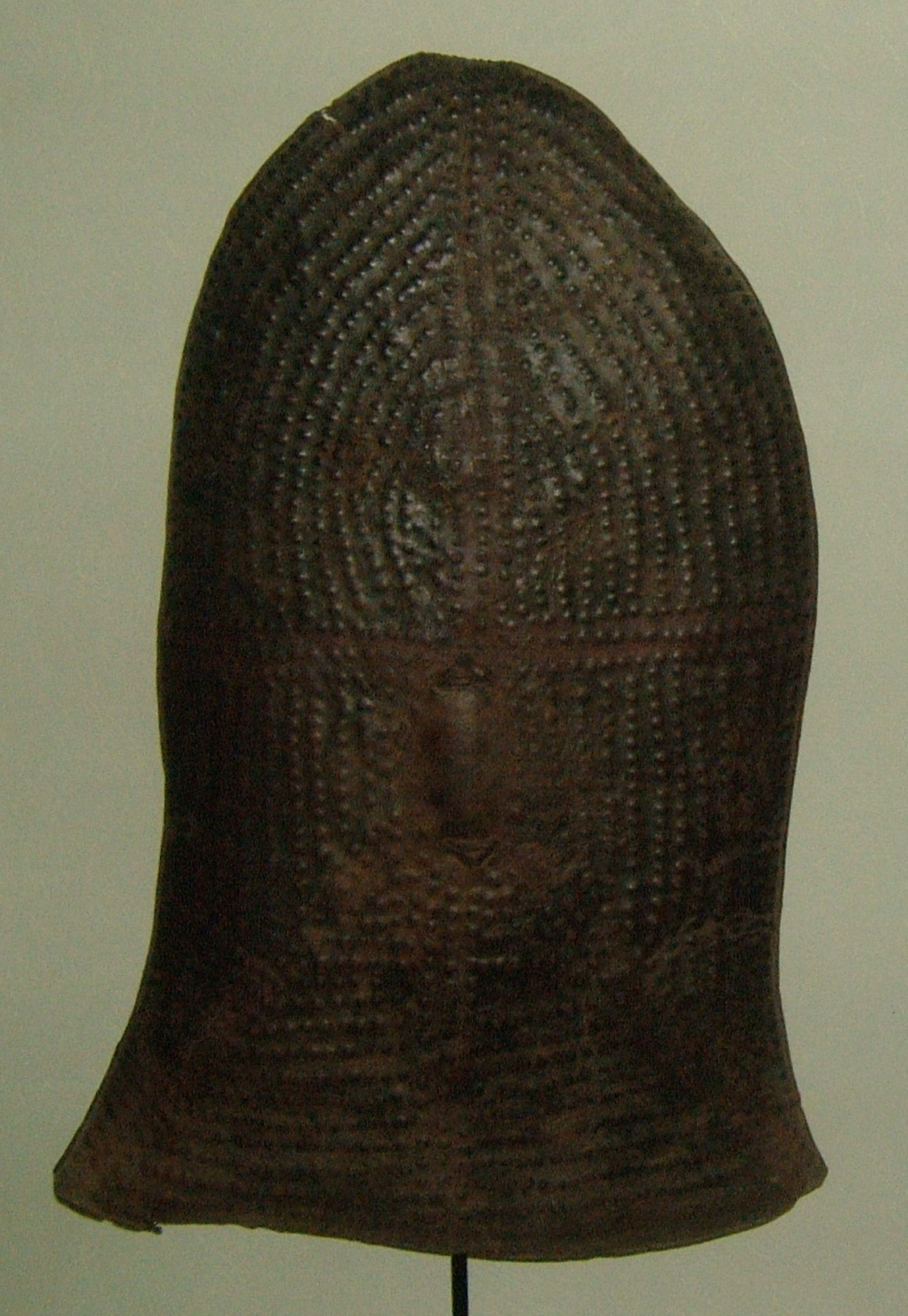
Glagwa Shild

## Eigenschaften
Diese Art von Schild bestand aus Leder (Kuh, Büffel oder Elefant), manchmal aus Metall gehämmert.